# むつ利之
むつ 利之（むつ としゆき、1955年10月10日 - ）は、日本の漫画家。

## 経歴
青森県むつ市出身。青森県立田名部高等学校卒。1979年に「GOGO!ピンクソックス」にてデビュー。
代表作に、第13回講談社漫画賞少年部門を受賞した「名門!第三野球部」などがある。同作を執筆するまではお色気ギャグ漫画を中心として執筆していた。
「たたけよ、されば開かれん」が座右の銘で、作品中にたびたびこの言葉が使われている。

## 作品リスト
- GOGO!ピンクソックス（少年ビッグコミック 1979年 - 1981年）
- ポップコーン・ブギ（少年ビッグコミック 1981年 - 1984年)
- 1 1/2（ビッグコミックスピリッツ 1983年）
- ぎゃんばるギャング（週刊少年マガジン 1983年 - 1984年）
- 愛してカッペ(月刊少年マガジン 1983年(読み切り版) 1984年(連載版))(「バニラ37℃」の記事で閲覧可能。)
- バニラ37℃（週刊少年マガジン 1984年-1985年）
- 桃龍-DRAGON KISS-（ビッグコミックスピリッツ 1986年）
- ガルルル（ビッグコミックスピリッツ 1986年）
- 激辛あどれなりん（少年ビッグコミック 1987年）
- 甲子園が好き!（週刊少年サンデー 1987年）
- ゴッドシスター（週刊漫画アクション 1987年）
- いちご組千代目（ビッグコミック増刊 1987年）
- 大相撲が好き!（週刊少年サンデー 1987年）
- 名門!第三野球部（週刊少年マガジン 1987年 - 1993年）
- 東京ティラノサウルス（1988年）
- BIG（ミスターマガジン 1991年）
- Dr.NOGUCHI 新解釈の野口英世物語（週刊少年マガジン 1993年 - 1997年）
- 名人列伝（ミスターマガジン 1996年）
- 名門!源五郎丸厩舎（ミスターマガジン 1996年）
- 上を向いて歩こう（週刊少年マガジン 1997年）
- パパは馬券師（ミスターマガジン 1999年）
- 天国への階段（月刊少年マガジン→マガジンGREAT 1999年 - 2004年）
- 龍馬へ（週刊少年マガジン 2000年 - 2001年）
- GREAT SHOT（月刊少年マガジン 2002年 - 2003年）
- 速球の駿（週刊漫画サンデー 2005年）
- 復活!!第三野球部（MiChao! 2007年 - 2008年）

## 師匠
- 永井豪